# Деифоб
Деифоб е син на Приам и Хекуба, по-малък брат на Хектор и Парис.
Деифоб бил един от най-храбрите герои по време на Троянската война и заедно с Парис убил Ахил. След смъртта на Парис станал съпруг на Хубавата Елена. При превземането на Троя домът му бил разрушен, а Елена го предала в ръцете на Менелай, който го убил.